# Miye Oni
Olumiye Oni, detto Miye (Los Angeles, 4 agosto 1997), è un cestista britannico con cittadinanza statunitense naturalizzato nigeriano.

## Carriera
Dopo un triennio trascorso con gli Yale Bulldogs, nel 2019 si dichiara eleggibile per il Draft NBA, venendo chiamato con la 58ª scelta assoluta dai Golden State Warriors, che lo cedono subito agli Utah Jazz.
Il 4 gennaio 2022 passa agli Oklahoma City Thunder, che tuttavia lo tagliano tre giorni dopo.